# Pteris schwackeana
Pteris schwackeana är en kantbräkenväxtart som beskrevs av Christ. Pteris schwackeana ingår i släktet Pteris och familjen Pteridaceae. Inga underarter finns listade.